# 一些好消息
《一些好消息》（英語：Some Good News） 是美国演员兼制片人約翰·卡拉辛斯基于2020年在YouTube上创作并主持的美国网络节目，于2020年3月29日首播。卡拉辛斯基与他的制作公司周日之夜制作自筹资金并共同制作了该节目。在2019冠状病毒病疫情期间，卡拉辛斯基在其布鲁克林的家中远程拍摄了该网络节目的所有集。

## 前言
该节目最初是在YouTube上制作和主持的，是一档“专门报道好消息的新闻节目”。在2019冠状病毒病疫情期间，卡拉辛斯基在自己的家中进行该节目的拍摄工作。在每集节目中，他都会讨论几个令人自我感觉良好的故事，并邀请名人嘉宾参与对话。

## 节目成员

### 主持人
- 約翰·卡拉辛斯基

### 嘉宾
- 史提夫·加維
- 艾美莉·賓特
- 罗伯特·德尼罗
- 林-曼努爾·米蘭達和百老匯劇院歌剧《汉密尔顿》的原班人马
- 大衛·歐提茲
- 畢·彼特
- 雷恩·威爾森
- 饶舌者钱斯
- 強納斯兄弟
- 比莉·艾利什和菲尼亞斯·奧康奈爾
- 美国国家航空航天局宇航员杰西卡·梅尔、克里斯·卡西迪（英语：Chris Cassidy）和安德鲁·理查德·摩根
- 瑪莎·史都華
- 张锡镐（英语：David Chang）
- 盖·菲里（英语：Guy Fieri）
- 史丹利·特治
- 萊恩·雷諾斯
- 森姆·積遜
- 奧花·雲費
- 马拉拉·优素福扎伊
- 斯蒂芬·斯皮尔伯格
- 喬恩·史都華
- 艾瑪·史東
- 扎克·布朗
- 美剧《办公室》演员：珍娜·費雪、雷恩·威爾森、艾德·赫姆斯、埃莉·肯珀、敏蒂·卡靈、B·J·诺瓦克、安吉拉·金赛（英语：Angela Kinsey）、奥斯卡·努涅斯（英语：Oscar Nunez）、菲利斯·史密斯（英语：Phyllis Smith）、布莱恩·鲍姆加特纳（英语：Brian Baumgartner）、凯特·弗兰纳里（英语：Kate Flannery）、克里德·布拉顿（英语：Creed Bratton）
- 賈斯汀·提姆布萊克
- 佐治·古尼
- 巨石強森